# Aproximante de Padé
O aproximante de Padé é uma técnica de aproximação de funções através do uso de funções racionais.
A técnica foi desenvolvida por Henri Padé por volta de 1890.